# Nebušice
Nebušice – część Pragi. W 2006 zamieszkiwało ją 2 763 mieszkańców.